# Відносини Сомалі — Європейський Союз
Відносини Сомалі та Європейського Союзу — двосторонні дипломатичні відносини між Сомалі та Європейським Союзом.
З 2008 року Європейський Союз є партнером Сомалі. Протягом багатьох років він підтримує створення атмосфери миру та безпеки у Сомалі, заохочує примирення, демократію та створення структур управління на всіх рівнях. Прийняття референдумом нової Конституції та створення демократично обраних інститутів до закінчення перехідного періоду у 2009 році в Сомалі були двома дуже важливими цілями для Європейського Союзу.

## Політичні відносини
ЄС бере участь у Федеративній Республіці Сомалі за допомогою широкого набору інструментів, включаючи активну дипломатію та підтримку політичного процесу, стабілізацію та безпеку, допомогу з метою розвитку та гуманітарну допомогу, спрямовану на відновлення миру та стабільности.
Сомалі провела політичні реформи відповідно до принципів «Нового курсу для крихких держав», які були узгоджені у 2011 році. «Новий курс» (2013—2016) визначав відносини між Сомалі та ЄС та іншими міжнародними партнерами. «Нове партнерство для Сомалі» (НПС), схвалене на Лондонській конференції 2017 року, та «Національний план розвитку Сомалі на 2017—2020 роки» становлять основу взаємодії ЄС із цією країною. Із загальним обсягом у 3,4 млрд. євро, виділеним з 2015 по 2020 рік (ЄС та держави-члени), ці зусилля роблять ЄС найбільшим донором Сомалі. Половина цієї допомоги ЄС спрямована на допомогу з метою розвитку та, зокрема, на безпеку, державне будівництво та побудову миру, освіту та економічний розвиток. 
На саміті ЄС-Сомалі у 2013 році обидві сторони схвалили договір Сомалі. Угода забезпечила стратегію співпраці між ЄС та Сомалі. У ньому викладено п'ять найважливіших цілей миру та державного будівництва (ЦГС) для країни: побудова інклюзивної політики, безпека, правосуддя, економічні засади, доходи та послуги. Підтримка та фінансування ЄС цих та інших цілей розвитку регулюються Національною індикативною програмою для Сомалі (2014-2020).

## Економічні відносини
ЄС зацікавлений у наданні допомоги Сомалі у розвитку сильної, стійкої економіки, яка може підтримувати державний стан країни та процеси миробудування. Відносини у цій галузі регулюються Сомалійською угодою, процесом «Нового курсу» та Національною індикативною програмою.

## Торгові відносини
У ЄС не так багато формальної чи прямої торгівлі із Сомалі. Програма реконструкції та розвитку Сомалі націлена на розширення торгівлі за рахунок зростання переробних галузей для тваринництва та риби, а також для дрібної промисловості, яка виробляє такі товари, як ароматичні камеді та мед.
Щоб допомогти Сомалі розширити свої торгові горизонти, запроваджується Національна індикативна програма ЄС для підвищення продуктивності у сільському господарстві, тваринництві та рибальстві. Програмні заходи також спрямовані на підтримку зростання за рахунок розвитку приватного сектора та ділового середовища у Сомалі.
Зусилля щодо розширення торгових можливостей країни доповнюються угодою Сомалі. Основна мета Договору - створення міцної економічної основи - вимагає підвищення продуктивності в таких високопріоритетних секторах, як сільське господарство, поряд з відновленням та розширенням інфраструктури, що має вирішальне значення для торгівлі.

## Мир та безпека
Мета Європейського Союзу — допомогти Сомалі стати мирною, стабільною та демократичною країною, борючись із піратством та іншими міжнародними злочинами. У період із 2014 по 2020 роки Національна орієнтовна програма виділила 100 млн. євро на державні ініціативи та ініціативи з миробудування.
ЄС є одним із основних спонсорів АМІСОМ — миротворчої місії Африканського Союзу в Сомалі.

## Співробітництво у сфері розвитку
ЄС — один із ключових партнерів Сомалі у сфері розвитку. У період із 2014 по 2020 рік Національна індикативна програма ЄС для Сомалі виділила 286 млн. євро на допомогу країні у досягненні цілей розвитку. Це фінансування доповнюється іншими асигнуваннями із бюджету ЄС.

## Гуманітарна допомога
ЄС підтримує операції з надання гуманітарної допомоги в Сомалі з 1994.
Він також надає допомогу населенню, зокрема найбільш уразливим групам. Особлива увага приділяється покращенню економічних можливостей жінок та молоді, забезпечуючи їм ширший доступ до прибуткової, що приносить дохід діяльности. У 2016 році ЄС витратив 46,5 млн. євро на підтримку операцій з надання допомоги в країні, надавши допомогу більш ніж 2 мільйонам людей.